# DNA vakcína

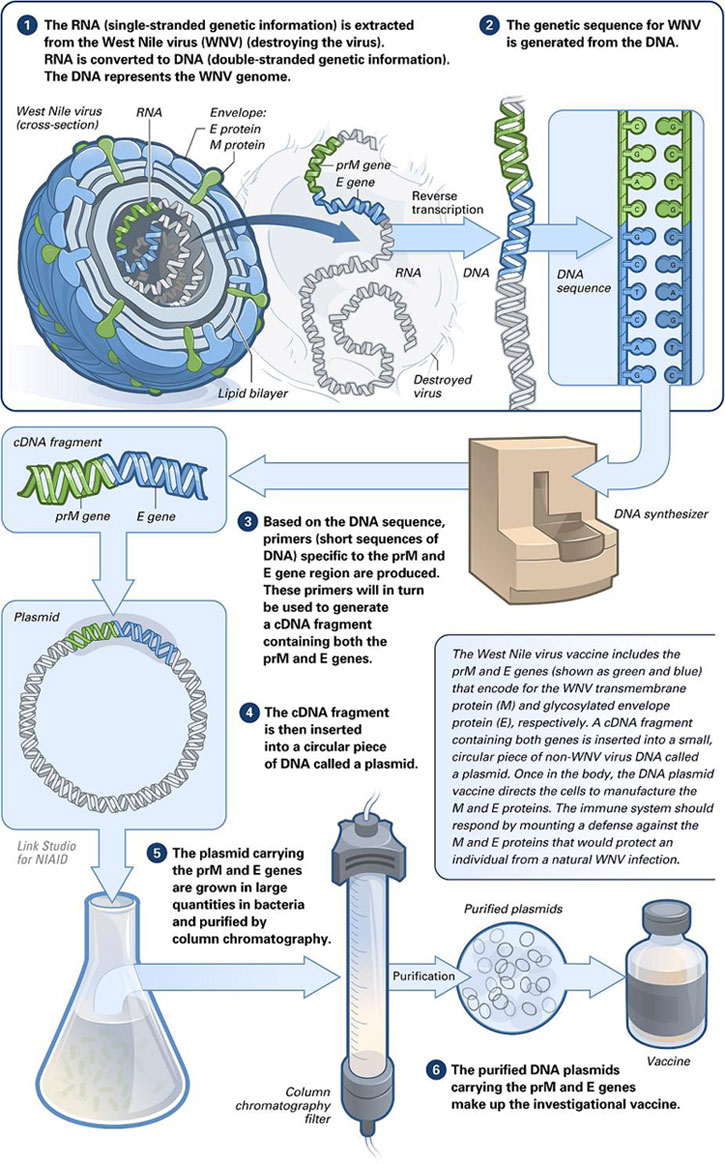
Výroba DNA vakcíny.

DNA vakcína je typ vakcíny, která transfekuje specifickou genetickou informaci DNA do antigenu prezentujících buněk jako mechanismus k vyvolání imunitní odpovědi.
DNA vakcíny fungují tak, že se podá v injekci geneticky upravený plazmid obsahující sekvenci DNA antigenu (antigenů), proti kterému je hledána imunitní odpověď, takže buňky přímo produkují antigen, čímž způsobují ochrannou imunologickou odpověď. DNA vakcíny mají oproti konvenčním vakcínám teoretické výhody, včetně „schopnosti vyvolat širší škálu typů imunitní odpovědi“. Několik DNA vakcín bylo testováno pro veterinární použití. V některých případech byla u zvířat vytvořena ochrana před nemocemi, v jiných nikoli. Stále probíhá výzkum ohledně přístupu k léčení virových, bakteriálních a parazitních onemocněních lidí a také ohledně možností léčby různých nádorů. V srpnu 2021 vydaly indické úřady povolení pro nouzové použití společnosti ZyCoV-D. Vakcína byla vyvinuta společností Cadila Healthcare a jedná se o první DNA vakcínu schválenou pro lidi.

## Historie
Konvenční vakcíny obsahují buď specifické antigeny z patogenu, nebo oslabené viry, které aktivují imunitní odpověď u očkovaného člověka. DNA vakcíny patří mezi genetické vakcíny, protože obsahují genetickou informaci (DNA nebo RNA), která podněcuje buněčnou produkci (biosyntézu proteinu) antigenu. DNA vakcíny obsahují DNA, která podněcuje k vytváření specifických antigenů z patogenu. DNA je do těla vpravena injekčně a následně přijata buňkami, jejichž normální metabolické procesy syntetizují proteiny založené na genetickém kódu plazmidu, který přijaly. Protože tyto proteiny obsahují části aminokyselinových sekvencí, které jsou charakteristické pro bakterie nebo viry, jsou rozpoznány jako cizorodé. Poté, co jsou zpracovány hostitelskými buňkami a objeví se na jejich povrchu, imunitní systém je rozpozná. To vede k imunitní reakci. Alternativně může být DNA zapouzdřena v proteinu pro usnadnění vstupu do buňky.
V roce 1983 Enzo Paoletti a Dennis Panicali z newyorského ministerstva zdravotnictví vymysleli strategii výroby rekombinantních DNA vakcín pomocí genetického inženýrství transformací obyčejné vakcíny proti neštovicím na vakcíny, které mohou vytváří ochranu proti dalším nemocem. Změnili DNA viru kravských neštovic vložením genu z jiných virů (jmenovitě viru Herpes simplex, hepatitidy B a chřipky). V roce 1993 Jeffrey Ulmer a spolupracovníci z Merck Research Laboratories předvedli, jak přímá injekce plazmidové DNA nesoucí chřipkový antigen do myší vytvořila u zvířat ochranu před následnou experimentální infekcí virem chřipky. V roce 2016 se začala testovat DNA vakcína proti viru Zika na lidech v americkém Národním institutu pro zdraví (NIH). Klinická studie byla naplánována tak, aby zahrnovala až 120 subjektů ve věku od 18 do 35 let. Nezávisle na této studii zahájily společnosti Inovio Pharmaceuticals a GeneOne Life Science testy další DNA vakcíny proti Zika v Miami. Vakcína amerického NIH se aplikuje do horní části paže vysokotlakou injekční stříkačkou. Výroba vakcín ve větších objemech zůstala k srpnu 2016 nevyřešena. V únoru 2014 probíhaly klinické testy DNA vakcín proti HIV.
V srpnu 2021 daly indické úřady nouzový souhlas vakcíně ZyCoV-D. Je to první DNA vakcína proti nemoci covid-19 vyvinutá společností Cadila Healthcare.

## Aplikace
Do května roku 2021 nebyly ve Spojených státech schváleny žádné vakcíny DNA pro použití u lidí. Několik experimentálních studií vedlo k úspěšnému vytvoření dostatečně silné ochrany před různými nemocemi, užitečnost těchto vakcín je však stále třeba prokázat na dalších klinických studiích u lidí. Veterinární DNA vakcína proti viru západonilské horečky na ochranu koní byla úspěšně schválena. Imunizace pomocí DNA je mimo jiné zkoumána v souvislosti s vývojem sér proti jedu. DNA imunizace může být použita také jako technologická platforma pro indukci monoklonálních protilátek.

## Výhody
- Žádné riziko infekce[7]
- Prezentace antigenu molekulami MHC I. i II. třídy[7]
- Polarizace odpovědi T-buněk směrem k typu 1 nebo typu 2[7]
- Imunitní odpověď zaměřená na požadovaný antigen
- Snadný vývoj a výroba[7]
- Stabilita při skladování a přepravě
- Nízké náklady
- Není potřeba syntézy peptidů, exprese a purifikace rekombinantních proteinů a použití toxických přídavných látek[15]
- Dlouhodobá životnost imunogenu[6]
- In vivo exprese genu zajišťuje, že se protein více podobá normální eukaryotické struktuře s doprovodnými posttranslačními modifikacemi.[6]

## Nevýhody
- Použití omezeno na proteinové imunogeny (není vhodné pro antigeny, které nejsou založeny na proteinech, jako jsou bakteriální polysacharidy)
- Riziko atypického zpracování bakteriálních a parazitních proteinů[7]
- Riziko transfekce necílových buněk (například mozkových) při podávání nanočástic plazmidové DNA pomocí nosního spreje.[16]
- Riziko křížové kontaminace při výrobě různých typů živých vakcín ve stejném zařízení

## Plazmidové vektory

### Vektorový design
DNA vakcíny vyvolávají nejlepší imunitní odpověď, když jsou použity vektory s vysokou expresí. Jedná se o plazmidy, které se obvykle skládají ze silného virového promotoru, který řídí in vivo transkripci a translaci cílového genu (nebo komplementární DNA). Intron A může být někdy zahrnut pro zlepšení stability mRNA, a tedy pro zvýšení exprese proteinu. Plazmidy také zahrnují silný polyadenylační/transkripční terminační signál, jako jsou hovězí růstový hormon nebo králičí beta-globulinové polyadenylační sekvence. Polycistronické vektory (s více cílovými geny) jsou někdy vytvářeny tak, aby exprimovaly více než jeden imunogen nebo exprimovaly imunogen a imunostimulační protein.
Protože plazmid – nesoucí relativně krátký genetický kód do přibližně 200 kbp – je „vehikulum“ neboli nosič, ze kterého je exprimován imunogen, je nezbytná optimalizace vektorového designu pro maximální expresi proteinu. Jedním ze způsobů zvýšení proteinové exprese je optimalizace využití kodonů patogenních mRNA pro eukaryotické buňky. Patogeny mají často odlišný obsah GC než cílový druh, takže změna genové sekvence imunogenu tak, aby odrážela kodony běžněji používané u cílového druhu, může zlepšit jeho expresi.
Dalším hlediskem je výběr promotoru. Promotor SV40 byl konvenčně používán, dokud výzkum neprokázal, že vektory řízené promotorem viru Rousova sarkomu (RSV) měly mnohem vyšší míru exprese. V poslední době byla exprese a imunogenicita dále zvýšena v modelových systémech použitím bezprostředního časného promotoru cytomegaloviru (CMV) a retrovirového cis-regulačního transkripčního elementu. Další modifikace pro zlepšení rychlosti exprese zahrnují vkládání zesilujících sekvencí, syntetických intronů, adenovirových tripartitních vedoucích (TPL) sekvencí a modifikací polyadenylačních a transkripčních terminačních sekvencí. Příkladem DNA vakcínového plazmidu je pVAC, který používá promotor SV40.
Fenomén strukturální nestability je zvláště rizikový při výrobě plazmidů, DNA vakcín a genové terapii. Doplňkové informace náležející k plazmidovému základnímu řetězci se mohou podílet na široké škále jevů strukturální nestability. Dobře známé katalyzátory genetické nestability jsou přímé, invertované a tandemové repetice, které se vyskytují v mnoha komerčně dostupných klonovacích a expresních vektorech. Redukcí nebo úplnou eliminací vnějších genových sekvencí hlavního řetězce by tedy byla výrazně snížena náchylnost k takovým událostem a následně celkový rekombinantní potenciál plazmidu.

### Mechanismus plazmidů
Jakmile se plazmid vloží do transfekovaného buněčného jádra, dochází k zápisu peptidového řetězce cizího antigenu. Na svém povrchu buňka zobrazuje cizorodý antigen s molekulami histokompatibilního komplexu (MHC) třídy I a třídy II. Buňka prezentující antigen poté putuje do lymfatických uzlin a prezentuje antigenní peptid a kostimulační molekulu T-lymfocytu, čímž spouští imunitní odpověď.

### Design očkovací vložky
Imunogeny mohou být zacíleny do různých buněčných kompartmentů, aby se zlepšily reakce protilátek nebo cytotoxických T-lymfocytů. Vylučované antigeny nebo antigeny vázané na plazmatickou membránu jsou účinnější při vyvolávání imunitních odpovědí než cytosolové antigeny. Imunitní odpověď cytotoxických T-buněk lze posílit cílením na antigeny pro cytoplazmatickou degradaci a následným vstupem do hlavního histokompatibilního komplexu (MHC) třídy I. Toho je obvykle dosaženo přidáním N-koncových ubiquitinových signálů.
Konformace proteinu může také ovlivňovat protilátkové odpovědi. „Uspořádané“ struktury (jako jsou virové částice) jsou účinnější než neuspořádané struktury. Řetězce minigenů (nebo epitopů MHC třídy I) z různých patogenů zvyšují cytotoxické reakce T-buněk na některé patogeny, zvláště pokud je zahrnut také epitop TH.

## Podání

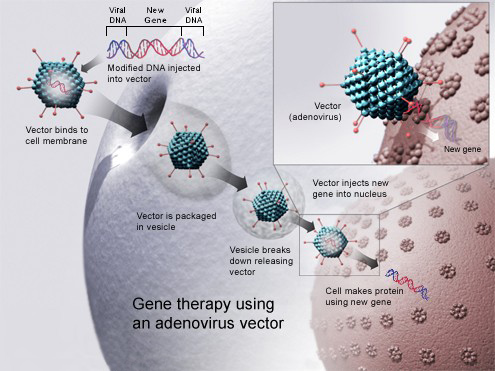
Techniky DNA vakcíny a genové terapie jsou podobné.

DNA vakcíny byly zaváděny do živočišných tkání mnoha způsoby. V roce 1999 byly dva nejoblíbenější přístupy injekce DNA ve fyziologickém roztoku: pomocí standardní hypodermické jehly nebo pomocí aplikace genové zbraně. V průběhu let bylo zdokumentováno několik dalších technik.

### Injekce fyziologického roztoku
Injekce ve fyziologickém roztoku se normálně provádí nitrosvalově do kosterního svalu nebo intradermálně (ID) a doručuje DNA do extracelulárních prostor. Tomu lze napomoci buď 1) elektroporací ; 2) dočasným poškozením svalových vláken myotoxiny, jako je bupivakain ; nebo 3) použitím hypertonických fyziologického roztoku nebo sacharózy. Imunitní reakce na tuto metodu mohou být ovlivněny faktory, jako je typ jehly, zarovnání jehly, rychlost injekce, objem injekce, typ svalu, věk, pohlaví a fyziologický stav příjemce.

### Genová zbraň
Princip aplikace pomocí genové pistole spočívá v balistickém urychlení plazmidové DNA (pDNA), která je vstřelena do zlatých nebo wolframových mikročástic, které následně přenášejí genetickou informaci do cílových buněk. Jako urychlovač je použito stlačené hélium.

### Podání pomocí povrchu sliznice
Alternativy zahrnovaly aerosolovou instilaci holé DNA na slizniční povrchy, jako je nosní a plicní sliznice a lokální podávání pDNA do oka a vaginální sliznice. Doručení na povrch sliznice bylo také dosaženo použitím kationtových lipozomových preparátů DNA, biodegradabilních mikrokuliček, atenuovaných bakterií Salmonalla, vektorů Shigella nebo Listeria orálním podáním do střevní sliznice a rekombinantních adenovirových vektorů.

### Polymerový nosič
Pro podání DNA vakcíny je použito hybridní vehikulum složené z bakteriálních buněk a syntetických polymerů. Vnitřní jádro Escherichia coli a vnější plášť z poly(beta-aminoesteru) fungují synergicky pro zvýšení účinnosti tím, že řeší překážky spojené s dodáním antigen prezentujících buněk, které zahrnují buněčnou absorpci a osvojení, fagozomální únik a vnitrobuněčnou koncentraci jednotlivých složek. Testováním na myších bylo zjištěno, že hybridní vektor vyvolává imunitní odpověď.

### ELI Imunizace
Dalším přístupem k DNA vakcinaci je imunizace expresní knihovnou (ELI). Pomocí této techniky mohou být potenciálně všechny geny z patogenu dodány najednou, což může být užitečné pro patogeny, které je obtížné oslabit nebo kultivovat. ELI lze použít k identifikaci, které geny vyvolávají ochrannou odpověď. Tato technika byla testována pomocí bakterií Mycoplasma pulmonis, myším plicním patogenem s relativně krátkým genomem. I částečné expresní knihovny mohou vyvolat ochranu před následnou pokusnou nákazou.
| Způsob podání                | Způsob podání                            | Formulace DNA | Cílová tkáň | Množství DNA                          |
| ---------------------------- | ---------------------------------------- | --- | --- | ------------------------------------- |
| Parenterální                 | Injekce (hypodermická jehla)             | Vodný roztok ve fyziologickém roztoku | IM (kosterní); ID ; (IV, subkutánně a intraperitoneálně s různou úspěšností)                                          | Velké množství (přibližně 100-200 μg) |
| Parenterální                 | Genová zbraň                             | Zlaté kuličky potažené DNA | ED (kůže břicha); vaginální sliznice; chirurgicky obnažené svaly a další orgány                                       | Malé množství (až 16 ng)              |
| Parenterální                 | Tryskové vstřikování (tryskový injektor) | Vodný roztok | ED | Velmi vysoké množství (až 300 μg)     |
| Místní aplikace              | Místní aplikace                          | Vodný roztok | Oční; intravaginální                                                                                                  | Malé množství (do 100 μg)             |
| Zprostředkování cytofektinem | Zprostředkování cytofektinem             | Lipozomy (kationtové); mikrokuličky; rekombinantní adenovirové vektory; atenuovaný Shigella vektor; aerosolizované kationtové lipidové formulace | IM; IV (pro systémovou transfekci tkání); intraperitoneální; orální imunizace střevní sliznice; nosní/plicní sliznice | variabilní                            |

| Způsob podání                        | Výhody | Nevýhody |
| ------------------------------------ | --- | --- |
| Nitrosvalová nebo nitrokožní injekce | - Žádný speciální mechanismus doručení - Trvalá nebo semipermanentní exprese - pDNA se rychle šíří po celém těle | - Neefektivní místo pro příjem kvůli morfologii svalové tkáně - Poměrně velké množství použité DNA - Odpověď Th1 nemusí být požadovanou odpovědí |
| Genová zbraň                         | - DNA vstřelená přímo do buněk - Malé množství DNA | - Odpověď Th2 nemusí být požadovanou odpovědí - Vyžaduje inertní částice jako nosič                                                              |
| Tryskové vstřikování                 | - Nejsou potřeba žádné částice - DNA může být dodána do buněk pomocí tryskového injektoru těsně pod povrch kůže | - Významné střihání DNA po vysokotlakém vypuzení - 10krát nižší exprese a nižší imunitní odpověď - Vyžaduje velké množství DNA (až 300 μg)       |
| Podání zprostředkované lipozomy      | - Může být vyvolána velice silná imunitní odpověď - Může zvýšit transfekci intravenózně podané pDNA - Intravenózně podávané komplexy lipozom-DNA mohou potenciálně transfekovat všechny tkáně - Intranasálně podávané komplexy lipozom-DNA mohou vést k expresi v distální sliznici, stejně jako v nosní sliznici a generování IgA protilátek | - Toxicita - Neúčinnost v séru - Riziko onemocnění nebo nežádoucí imunitní reakce                                                                |

## Dávkování
Způsob podávání určuje dávku potřebnou ke zvýšení účinné imunitní odpovědi. Injekce fyziologického roztoku vyžadují různá množství DNA, od 10 μg až 1 mg, zatímco dávky pomocí genových zbraní vyžadují 100 až 1000krát méně DNA. Obecně je vyžadováno pouze 0,2 μg – 20 μg a dokonce bylo zjištěno, že v některých případech může stačit pouze 16 ng. Tato množství potřebné DNA se liší podle druhu. Myši například potřebují přibližně 10krát méně DNA než primáti. Injekce fyziologického roztoku vyžadují více DNA, protože DNA je dodávána do extracelulárních prostorů cílové tkáně (normálně svalu), kde musí překonat fyzické bariéry (jako je bazální lamina a velké množství pojivové tkáně), předtím, než je absorbována cílovou buňkou. Doručování pomocí genových zbraní vtlačuje DNA přímo do buněk, což vede k menšímu „plýtvání“.

## Imunitní reakce

### Odpovědi pomocných T lymfocytů

Antigen prezentující buňky stimulují T buňky, aby se staly buď "cytotoxickými" CD8+ buňkami nebo "pomocnými" CD4+ buňkami. Cytotoxické buňky přímo napadají jiné buňky nesoucí na svém povrchu určité cizí nebo abnormální molekuly. Pomocné T buňky, neboli Th buňky, koordinují imunitní reakce tím, že komunikují s jinými buňkami. Ve většině případů T buňky rozpoznají antigen pouze tehdy, pokud je nesen na povrchu buňky jednou z tělu vlastních molekul MHC neboli hlavního histokompatibilního komplexu.

Imunizace pomocí DNA může vyvolat více odpovědí T H buněk, včetně lymfoproliferace a generování různých cytokinových profilů. Hlavní výhodou DNA vakcín je snadnost, s jakou s nimi lze manipulovat, aby ovlivnily typ pomocných T-buněk za účelem odpovědi TH1 nebo TH2. Každý typ odpovědi má odlišné vzorce exprese lymfokinů a chemokinů, specifické typy imunoglobulinů, vzorce přenosu lymfocytů a typy vrozených imunitních odpovědí.

#### Další typy pomocných T-lymfocytů
Typ pomocných T-buněk je ovlivněn způsobem dodání a typem exprimovaného imunogenu, stejně jako zacílením na různé lymfoidní kompartmenty. Obecně platí, že injekce jehlou fyziologického roztoku (buď IM nebo ID) mají tendenci indukovat reakce TH1, zatímco aplikace genové pistole vyvolávají reakce TH2. To platí pro intracelulární antigeny a antigeny vázané na plazmatickou membránu, ale ne pro vylučované antigeny, které, jak se zdá, generují odpovědi TH2, bez ohledu na způsob podání.
Obecně je typ vyvolané pomocné T-buňky stabilní v průběhu času a nemění se během nebo po následných imunizacích, které by normálně vyvolaly opačný typ odpovědi. V roce 1995 však vědci zkoušeli imunizovat a posílit myši pomocí pDNA obsahující cirkumsporozoitový protein myšího malarického parazita Plasmodium yoelii (PyCSP) a zjistili, že původní odpověď TH2 se po posílení změnila na odpověď TH1.

#### Základ pro různé typy pomocných T-lymfocytů
Zatím není jasné, jak přesně tyto metody vylučování různých forem antigenu a pomocných T-buněk fungují. Předpokládalo se, že relativně velké množství DNA použité při nitrosvalové injekci je zodpovědné za vyvolání odpovědi TH1. Důkazy však neprokazují žádné rozdíly v závislosti na dávce a typu výsledné TH odpovědi. Typ vyvolaných pomocných T-buněk je určen odlišným stavem antigen prezentujících buněk. Dendritické buňky se mohou odlišovat vylučováním IL-12 (který podporuje vývoj buněk TH1) nebo IL-4 (který podporuje reakce TH2). pDNA injektovaná jehlou je endocytována do dendritické buňky, která je pak stimulována k diferenciaci pro produkci cytokinu TH1 (IL-12), zatímco genová zbraň vstřeluje DNA přímo do buňky, čímž se obchází stimulace TH1.

#### Praktické využití pomocných polarizovaných T-lymfocytů
Polarizace pomocných T-buněk je užitečná při ovlivňování alergických reakcí a autoimunitních onemocnění. U autoimunitních onemocnění je cílem změnit autodestruktivní odpověď TH1 (s přidruženou aktivitou cytotoxických T buněk) na nedestruktivní odpověď TH2. Toho bylo úspěšně při pokusu v preklinických modelech zabránit onemocnění pomocí primingu a získat požadovaný typ odpovědi. Jedná se o relativně úspěšnou metodu změny typu odpovědi i v případě již probíhající nemoci.

### Cytotoxické reakce T-lymfocytů
Jednou z výhod DNA vakcín je, že jsou schopny uměle vyvolat cytotoxické T lymfocyty (CTL) bez rizika spojeného s živými vakcínami. CTL reakce mohou být vyvolány proti imunodominantním a imunorecesivním CTL epitopům, stejně jako subdominantním CTL epitopům, způsobem, který vypadá, že napodobuje přirozenou infekci. To se může ukázat jako užitečný nástroj při hodnocení CTL epitopů a jejich role při poskytování imunity.
Cytotoxické T-buňky rozpoznávají malé peptidy (8-10 aminokyselin) mezi molekulami MHC I. třídy. Tyto peptidy jsou odvozeny z cytosolických proteinů, které jsou degradovány a přenášeny do vznikající molekuly MHC třídy I v endoplazmatickém retikulu (ER). Zacílení genových produktů přímo na ER (přidáním ER inzerční signální sekvence na N-konci) by tedy mělo zvýšit CTL reakce. Toto bylo úspěšně prokázáno u rekombinantních virů vaccinia exprimujících proteiny chřipky. Tento princip by však měl být použitelný i pro DNA vakcíny. Ukázalo se, že cílení antigenů na intracelulární degradaci (a tedy vstup do dráhy MHC I. třídy) přidáním signálních peptidů ubiquitinu nebo mutací jiných signálních peptidů je účinné při zvyšování CTL odpovědí.
Reakce CTL mohou být zesíleny spojením očkování s povzbuzujícími molekulami, jako jsou B7-1 nebo B7-2 určené pro DNA vakcíny proti chřipkovému nukleoproteinu nebo GM-CSF pro DNA vakcíny proti myšímu modelu malárie P. yoelii Ukázalo se, že spojení vakcinace s plazmidy nesoucími stimulační molekuly IL-12 a TCA3 zvyšuje aktivitu CTL proti HIV-1 a chřipkovým nukleoproteinovým antigenům.

### Humorální (protilátková) imunita

Schematický diagram protilátek a antigenů

Imunitní protilátkové reakce vyvolané vakcinací DNA jsou ovlivněny mnoha proměnnými, včetně typu antigenu; umístění antigenu (tj. intracelulární vs. secernovaný); počet a četnost imunizačních dávek; místo a způsob podání antigenu.

#### Kinetika protilátkové odpovědi
Protilátkové reakce po jedné injekci DNA mohou trvat mnohem déle než po jedné injekci rekombinantního proteinu. Protilátkové reakce proti obalovému proteinu viru hepatitidy B (HBV) (HBsAg) se udržely až 74 týdnů bez žádného dalšího posílení a celoživotní zachování ochranné reakce na chřipkový hemaglutinin bylo prokázáno u myší po vstřelení genu pomocí genové zbraně. Buňky vylučující protilátky (ASC) migrují do kostní dřeně a sleziny za účelem dlouhodobé produkce protilátek a obvykle se tam usazují po jednom roce.
Srovnání protilátkových odpovědí generovaných přirozenou (virovou) infekcí, imunizací rekombinantním proteinem a imunizací pDNA jsou shrnuta v tabulce 4. Protilátková odpověď vyvolaná pomocí DNA se vyvíjí mnohem pomaleji, než když dojde k přirozené infekci nebo imunizaci rekombinantním proteinem. K dosažení maximálních titrů u myší může být zapotřebí až 12 týdnů, i když posílení může čas zkrátit. Tato odpověď je pravděpodobně způsobena nízkými hladinami vylučovaného antigenu během několika týdnů. DNA vakcína vylučující protein obsahující malý a střední virový obal HBV byla injektována dospělým s chronickou hepatitidou. Vakcína vedla ke specifické produkci interferonu gama buněk. Vyvinuly se také specifické T-buňky pro antigeny proteinů obsahujících střední virový obal. Imunitní odpověď pacientů však nebyla dostatečně silná, aby zvládla infekci HBV.
|                                                                                  | Způsob imunizace             | Způsob imunizace  | Způsob imunizace |
| DNA vakcína                                                                      | Rekombinantní protein        | Přirozená infekce |                  |
| -------------------------------------------------------------------------------- | ---------------------------- | ----------------- | ---------------- |
| Množství indukujícího antigenu                                                   | ng                           | μg                | ? (ng-μg)        |
| Trvání výskytu antigenu                                                          | několik týdnů                | < 1 týden         | několik týdnů    |
| Kinetika protilátkové odpovědi                                                   | pomalý vzestup               | rychlý vzestup    | rychlý vzestup   |
| Počet inokulací pro získání IgG s vysokou aviditou a migrace ASC do kostní dřeně | jeden                        | dva               | jeden            |
| Ab izotyp (myší modely)                                                          | C'-závislý nebo C'-nezávislý | C'-závislý        | C'-nezávislý     |

Kromě jiného jsou titry specifických protilátek vyvolaných DNA vakcinací nižší než titry získané po vakcinaci rekombinantním proteinem. Protilátky vyvolané imunizací DNA však vykazují bližší vztah k nativním epitopům než protilátky indukované rekombinantním proteinem. Jinými slovy, imunizace DNA vyvolává kvalitativně lepší odpověď. Protilátky bývají vyvolány již po jedné vakcinaci DNA, zatímco vakcinace rekombinantními proteiny obecně vyžaduje posílení. DNA imunizace může být použita ke zkreslení TH profilu imunitní odpovědi a tím i izotypu protilátky, což není možné ani u přirozené infekce, ani u imunizace rekombinantním proteinem. Protilátkové reakce generované pomocí DNA jsou užitečné i jako přípravný nástroj. Mohou být například pomocí nich vytvořeny polyklonální a monoklonální protilátky, které jsou následně použity jako činidlo. 

## Mechanistický základ imunitních reakcí vyvolaných DNA

### Mechanismus příjmu DNA
Když byla absorpce DNA a následná exprese poprvé prokázána in vivo ve svalových buňkách, byly tyto buňky považovány za jedinečné díky své rozsáhlé síti T-tubulů. Pomocí elektronové mikroskopie bylo zjištěno, že absorpci DNA usnadňují caveolae (neboli jamky nepotažené klatrinem). Následný výzkum odhalil, že další buňky (jako jsou keratinocyty, fibroblasty a epiteliální Langerhansovy buňky) by také mohly vstřebávat DNA. Mechanismus samotného vstřebávání DNA není znám.
Dominují dvě teorie – že in vivo absorpce DNA probíhá nespecificky, metodou podobnou fago – nebo pinocytóze nebo prostřednictvím specifických receptorů. Ty mohou zahrnovat 30kDa povrchový receptor nebo makrofágové scavenger receptory.30kDa povrchový receptor se specificky váže na fragmenty DNA o velikosti 4500 bp a nachází se na profesionálních APC a T-buňkách. Makrofágové scavenger receptory se vážou na různé makromolekuly, včetně polyribonukleotidů, a patří tedy mezi kandidáty pro příjem DNA. Receptorem zprostředkovaný příjem DNA by mohl být usnadněn přítomností polyguanylátových sekvencí.  Systémy doručení informace pomocí genových zbraní, kationtové lipozomové balení a další způsoby tuto vstupní metodu obcházejí, ale její pochopení může být užitečné například při snižování nákladů (např. snížením požadavku na cytofektiny).

### Prezentování antigenu buňkami získanými z kostní dřeně

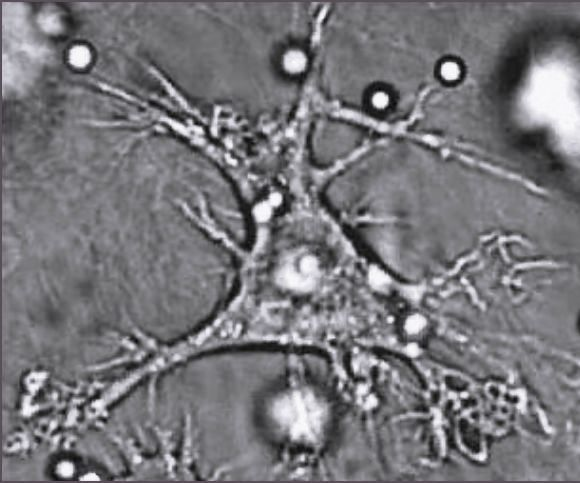
Dendritická buňka.

Studie na chimérických myších ukázaly, že antigen je předáván buňkami získanými z kostní dřeně, které zahrnují dendritické buňky, makrofágy a specializované B-buňky nazývané profesionální antigen prezentující buňky (APC). Po naočkování pomocí genové zbraně transfekované Langerhansovy buňky migrují do drenážní lymfatické uzliny, kde vystavují vzorky požadovaných antigenů. Po nitrosvalových a podkožních injekcích dendritické buňky prezentují antigen v drenážní lymfatické uzlině a v krevní oběhové soustavě byly nalezeny transfekované makrofágy.
Kromě přímé transfekce dendritických buněk nebo makrofágů dochází ke cross-primingu po nitrosvalové a podkožní injekci a také po vstřelení DNA za pomocí genových zbraní. Ke křížovému posílení dochází, když buňka derivovaná z kostní dřeně prezentuje peptidy z proteinů syntetizovaných v jiné buňce v kontextu MHC třídy 1. To může aktivovat odpovědi cytotoxických T-buněk a zdá se to být také důležité pro úplnou primární imunitní odpověď.

### Role způsobu aplikace
Doručení DNA pomocí nitrosvalové a podkožní injekce vyvolává imunitní reakce odlišně. V kůži zachytávají a exprimují antigeny keratinocyty, fibroblasty a Langerhansovy buňky a jsou zodpovědné za vyvolání primární protilátkové odpovědi. Transfekované Langerhansovy buňky putují z kůže (do 12 hodin) do drenážní lymfatické uzliny, kde vyvolávají sekundární reakce B- a T-buněk. V kosterním svalu jsou buňky příčně pruhovaného svalstva nejčastěji transfekovány, ale zdají se být nedůležité pro imunitní odpověď. Místo toho se DNA naočkovaná nitrosvalově během několika minut „promyje“ do drenážní lymfatické uzliny, kde jsou distální dendritické buňky transfekovány a poté iniciují imunitní odpověď. Zdá se, že transfekované myocyty fungují jako „rezervoár“ antigenu pro výměnu s profesionálními APC.

### Udržování imunitní odpovědi
DNA vakcinace vytváří účinnou imunitní paměť prostřednictvím zobrazování komplexních antigenních protilátek na folikulárních dendritických buňkách (FDC), což jsou silné stimulátory B-buněk. T-buňky mohou být stimulovány podobnými dendritickými buňkami zárodečných center. FDC jsou schopny generovat imunitní paměť, protože produkce protilátek dlouhodobě „překrývá“ expresi antigenu, což umožňuje vytvoření komplexních molekul vzniklých navázáním protilátek na antigen a jejich zobrazení pomocí FDC.

### Interferony
Pomocné i cytotoxické T-buňky mohou kontrolovat virové infekce vylučováním interferonů. Cytotoxické T buňky obvykle zabíjejí virově infikované buňky. Mohou však být také stimulovány k vylučování antivirových cytokinů, jako je IFN-y a TNF-a, které nezabíjejí buňku, ale omezují virovou infekci snížením vylučování virových složek. DNA vakcinace lze použít k potlačení virových infekcí nedestruktivní kontrolou zprostředkovanou pomocí IFN. To bylo prokázáno u hepatitidy B. IFN-γ je kriticky důležitý při kontrole infekcí malárie a uvažuje se nad ním ve spojitosti s antimalarickými DNA vakcínami.

## Modulace imunitní odpovědi

### Cytokinová modulace
Účinná vakcína musí vyvolat odpovídající imunitní odpověď pro daný patogen. DNA vakcíny mohou polarizovat pomocné T-buňky směrem k odpovědím TH1 nebo TH2 a v případě potřeby generovat CTL a/nebo protilátky. Toho lze dosáhnout modifikacemi formy vylučovaného antigenu (tj. intracelulárního vs. secernovaného), způsobu a velikostí podávané dávky. Lze toho dosáhnout také společným podáváním plazmidové DNA programující imunitní regulační molekuly, tj. cytokiny, lymfokiny nebo kostimulační molekuly. Tyto „genetické přídavné látky “ lze podávat jako:
- směs 2 plazmidů, jeden programující imunogen a druhý programující cytokin
- jeden bi- nebo polycistronický vektor, oddělený oblastmi mezerníků
- chiméra kódovaná plazmidem nebo fúzní protein

Obecně platí, že současné podávání prozánětlivých látek (jako jsou různé interleukiny, tumor nekrotizující faktor a GM-CSF) a cytokinů vyvolávajících TH2 odpověď zvyšují protilátkové reakce, zatímco prozánětlivé látky a cytokiny vyvolávající odpověď TH1 snižují protilátkové reakce a zvyšují cytotoxické odpovědi (důležitější při virové ochraně). Někdy se používají kostimulační molekuly jako B7-1, B7-2 a CD40L.
Tento koncept byl aplikován při lokálním podávání pDNA kódujícím IL-10. Plazmid kódující B7-1 (ligand na APC) úspěšně zesílil imunitní odpověď v nádorových modelech. Smíchání plazmidů kódujících GM-CSF a cirkumsporozoitového proteinu P. yoelii (PyCSP) zvýšilo ochranu proti následné expozici (zatímco samotný PyCSP kódovaný plazmidem nikoli). Bylo zveřejněno, že GM-CSF způsobil, že dendritické buňky prezentují antigen účinněji a zvyšují produkci IL-2 a aktivaci TH buněk, což řízeně vede ke zvýšené imunitní odpovědi. Ta může být dále zvýšena pomocí primingu se směsí pPyCSP a PGM-CSF, následující posílením pomocí rekombinantního viru neštovic exprimující PyCSP. Nicméně společná injekce plazmidů kódujících GM-CSF (nebo IFN-γ nebo IL-2) a fúzního proteinu merozoitového povrchového proteinu 1 (C-terminus) P. chabaudi- povrchového proteinu viru hepatitidy B (PcMSP1-HBs) úplně zrušila ochranu proti infekci. Při doručení samotného pPcMSP1-HBs zůstala ochrana zachována.
Výhodou genetických přídavných složek je jejich nízká cena a jednoduché podávání, stejně jako vyhnutí se nestabilním rekombinantním cytokinům a potenciálně toxickým, „konvenčním“ přídavným látkám (jako je kamenec, fosforečnan vápenatý, monofosforyl lipid A, cholerový toxin, kationtové a mannanem potažené lipozomy, QS21, karboxymethylcelulóza a ubenimix). Potenciální toxicita kvůli prodlouženému vylučování cytokinů však nebyla zatím potvrzena. U mnoha komerčně důležitých živočišných druhů nebyly geny pro cytokiny identifikovány a izolovány. Kromě toho různé cytokiny kódované plazmidem modulují imunitní systém odlišně podle doby doručování. Například některé cytokinové plazmidové DNA se nejlépe doručují pomocí imunogenové pDNA, protože před-reakční nebo souběžné vylučování může snížit specifické odpovědi a naopak nespecifické odpovědi zvýšit.

### Imunostimulační CpG motivy
Zdá se, že samotná plazmidová DNA má podpůrný účinek pro imunitní systém. Bakteriálně získaná DNA může spustit vrozené imunitní obranné mechanismy, aktivaci dendritických buněk a produkci cytokinů TH1. To je způsobeno rozpoznáním určitých CpG dinukleotidových sekvencí, které jsou imunostimulační. CpG stimulační (CpG-S) sekvence se vyskytují dvacetkrát častěji v bakteriálně odvozené DNA než v eukaryotech. Je to proto, že eukaryoty způsobují „potlačení CpG“ – tzn CpG dinukleotidové páry se vyskytují mnohem méně často, než se očekávalo. Navíc jsou CpG-S sekvence hypomethylovány. K tomu dochází často v bakteriální DNA, zatímco CpG motivy vyskytující se v eukaryotech jsou methylovány na cytosinovém nukleotidu. Naproti tomu nukleotidové sekvence, které zabraňují aktivaci imunitní reakce (nazývané CpG neutralizující nebo CpG-N), jsou v eukaryotických genomech nadměrně zastoupeny. Optimální imunostimulační sekvencí je nemethylovaný CpG dinukleotid ohraničený dvěma 5' puriny a dvěma 3' pyrimidiny. Kromě toho musí být lemující oblasti mimo tento imunostimulační hexamer bohaté na guanin, aby se zajistila vazba na cílové buňky a příjem látek do těchto buněk.
Vrozený systém spolupracuje s adaptivním imunitním systémem, aby vyvolal reakci proti proteinu kódovaného pomocí DNA. CpG-S sekvence způsobují aktivaci polyklonálních B-buněk a zvyšují expresi a sekreci cytokinů. Stimulované makrofágy vylučují IL-12, IL-18, TNF-a, IFN-a, IFN-p a IFN-y, zatímco stimulované B-buňky vylučují IL-6 a část IL-12.
Manipulace sekvencí CpG-S a CpG-N v plazmidové kostře DNA vakcín může zajistit úspěšnou imunitní odpověď na kódovaný antigen a řídit imunitní odpověď směrem k fenotypu TH1. To je užitečné, pokud je pro ochranu před patogenem vyžadována TH reakce. Sekvence CpG-S byly použity jako vnější přídavná složka při vakcinaci pomocí DNA i rekombinantním proteinem s různou mírou úspěšnosti. Některé organismy s hypomethylovanými CpG motivy vykazovaly stimulaci expanze polyklonálních B-buněk. Mechanismus za tím může být složitější než prostá methylace – nebylo zjištěno, že by hypomethylovaná myší DNA vyvolala imunitní odpověď.
Většina důkazů pro imunostimulační CpG sekvence pochází ze studií na myších. Přesenení těchto údajů na jiné druhy vyžaduje opatrnost – jednotlivé druhy mohou vyžadovat různé přilehlé sekvence, protože vazebné specificity scavenger receptorů se u různých druhů liší. Navíc druhy, jako jsou přežvýkavci, mohou být necitlivé k imunostimulačním sekvencím kvůli jejich velké střevní zátěži potravou.

### Alternativní posílení
Imunitní reakce vyvolané DNA vakcinací mohou být zesíleny podáváním rekombinantního proteinu nebo rekombinantních poxvirů. Strategie posílení s názvem "Prime-boost" s rekombinantním proteinem úspěšně zvýšily titr neutralizačních protilátek a aviditu a perzistenci protilátek pro slabé imunogeny, jako je obalový protein HIV-1. Rekombinantní virové posilovače se ukázaly jako velmi účinné při zesílení DNA vyvolaných CTL odpovědí. Imunizace pomocí DNA zaměřuje imunitní odpověď na požadovaný imunogen, zatímco posílení rekombinantním virem poskytuje větší množství exprimovaného antigenu, což vede k velkému zvýšení specifických CTL odpovědí.
Strategie "primárního posílení" byla úspěšná při vytváření ochrany proti malárii v řadě studií. Myši imunizované plazmidovou DNA kódující cirkumsporozoitový povrchový protein Plasmodium yoelii (PyCSP), poté posilující dávkou rekombinantního virem vaccinia exprimujícím stejný protein, měly významně vyšší hladiny protilátek, CTL aktivitu a IFN-γ, a tudíž vyšší úroveň ochrany než myši imunizované a posílené samotnou plazmidovou DNA. Tento efekt může být dále zesílen směsí plazmidů kódujících PyCSP a pro myši specifické GM-CSF s následným dalším posílením pomocí rekombinantního viru vaccinia. Bylo také úspěšně demonstrováno primární posílení imunitní reakce proti malárii typu P. knowlesi u opic. Opice Rhesus byly imunizovány vícesložkovou, vícestupňovou DNA vakcínou kódující dva antigeny jaterního stadia – povrchový protein cirkumsporozoitu (PkCSP) a povrchový protein sporozoitu 2 (PkSSP2) – a dva antigeny krevního stadia – povrchový protein apikálního merozoitu 1 (PkAMA1) a merozoitový povrchový protein 1 (PkMSP1p42). Poté byly posíleny rekombinantním virem canarypox kódujícím všechny čtyři antigeny (ALVAC-4). U imunizovaných opic se vyvinuly protilátky proti sporozoitům a infikovaným erytrocytům a byly vyvolány odpovědi T-buněk vylučující IFN-y proti peptidům z PkCSP. Bylo dosaženo částečné ochrany proti napadení sporozoity a průměrná parazitémie byla významně snížena ve srovnání s kontrolními skupinou opic. Tyto modely, i když nejsou ideální pro extrapolaci výsledků na P. falciparum u lidí, budou důležité v předklinických studiích.

### Posílení imunitních reakcí

#### DNA
Účinnost imunizace DNA lze zlepšit stabilizací DNA proti degradaci a zvýšením účinnosti doručení DNA do antigen prezentujících buněk. To bylo demonstrováno potažením biodegradovatelných kationtových mikročástic (jako je poly(laktid-ko-glykolid) formulovaný s cetyltrimethylamoniumbromidem) DNA. Takové DNA-potažené mikročástice mohou být stejně účinné při zvyšování CTL jako rekombinantní viry, zvláště když jsou smíchány s kamencem.Částice 300 nm v průměru se jeví jako nejúčinnější pro příjem antigen prezentujícími buňkami.

#### Alfavirové vektory
Ke zlepšení účinnosti DNA vakcinace byly použity vektory založené na rekombinantním alfaviru. Gen kódující požadovaný antigen je vložen do replikonu alfaviru, přičemž nahrazuje strukturní geny, ale geny nestrukturální replikázy zůstávají nedotčené. Virus Sindbis a virus Semliki Forest byly použity k sestavení rekombinantních replikonů alfaviru. Na rozdíl od konvenčních DNA vakcinací alfavirové vektory zabíjejí transfekované buňky a jsou exprimovány pouze přechodně. Geny replikázy alfaviru jsou exprimovány navíc jako posílení vakcinace. Není jasné, jak replikony alfaviru vyvolávají imunitní odpověď, ale může to být způsobeno vysokými hladinami proteinu exprimovaného tímto vektorem, replikonem indukovanými cytokinovými reakcemi nebo replikonem indukovanou apoptózou vedoucí ke zvýšenému příjmu antigenu dendritickými buňkami.

### Vizte také
- Vektorová DNA
- vakcína proti HIV
- Genová terapie
- RNA vakcína